# Cricova
Cricova (kyrillisch Крикова, russisch Krikowo/Криково) ist eine Kleinstadt in der Republik Moldau etwa 15 km nördlich von Chișinău. Die Stadt hat eine Bevölkerung von 14.500 Einwohnern (Stand 1. Januar 2006) und gehört zum Munizip Chișinău.

## Weinsammlung Cricova
Bekannt ist Cricova wegen seines unterirdischen Stollensystems mit einer der größten Weinsammlungen der Welt. Aufgrund seiner Ausdehnung und Bedeutung wird es auch oft als unterirdische Stadt bezeichnet und ist eine Touristenattraktion, vergleichbar den Champagnerkellereien der Champagne.
Im unterirdischen Labyrinth mit 120 km langem Stollensystem werden lediglich die Hälfte der Stollen zur Weinlagerung genutzt. In einem Teil befinden sich Degustierräume. Die unterirdischen Straßen sind nach den Weinen benannt, die in ihnen gelagert werden: Cabernet Sauvignon, Merlot, Chardonnay. In früheren Jahren, an manchen Stellen sogar heute noch, wurde hier Kalkstein abgebaut.
In einer Tiefe bis zu 100 m und einer Fläche von ca. 53 ha reifen heute ca. 1,25 Millionen Flaschen Wein. Die Kellerei Cricova beherbergt eine der umfangreichsten Weinsammlungen Moldaus. Hier wird seit dem Ende des Zweiten Weltkrieges unter anderem ein Teil von Herrmann Görings Weinkeller gelagert, der Rest befindet sich auf der Krim. Hier befindet sich das einzige noch erhaltene Exemplar von Mogit Davids Osterwein aus dem Jahr 1902. Die Lagerung von Flaschenweinen geht auf einen Beschluss der Kellereiverwaltung vom 18. August 1954 zurück. Im Jahre 1967 wurde die Sammlung der Kellerei Cricova zur offiziellen Sammlung der Republik ernannt. Sie umfasste  damals 465 Sorten Weinbrand, Likörweine und Wein.
Ausgewählte Cricova-Weine wurden  1958 nach Tschechien, Slowenien und Ungarn geliefert. Auf den Internationalen Weinmessen von Ljubljana und Budapest gewannen die Cricova-Jahrgangs- und Rebsortenweine Fetească Alba und Aligoté Silbermedaillen.
Prägend für die Kellerei ist die Schaumweinherstellung, analog der Méthode champenoise. Cricova ist die einzige moldauische Kellerei und eine von vier Kellereien der Gemeinschaft unabhängiger Staaten die dieses Verfahren seit 1956 praktiziert.
Koordinaten: 47° N, 29° O